# NGC 6126
NGC 6126 (другие обозначения — UGC 10353, KUG 1619+364B, MCG 6-36-35, 1ZW 144, ZWG 196.46, NPM1G +36.0396, PGC 57908) — линзообразная галактика (S0) в созвездии Северная Корона.
Этот объект входит в число перечисленных в оригинальной редакции «Нового общего каталога».